# ヨハネス・ユニウス
ヨハネス・ユニウス（Johannes Junius、1573年 - 1628年8月6日）は、元バンベルク市長で、バンベルク魔女裁判の犠牲者であり、魔女術の容疑で処刑される直前に牢獄で娘に宛てて手紙を書いた人物。

## 自供
1624年にロートヴァイルでの訴訟で経済的に困窮していたユニウスは、果樹園で考え事をしていた時、やって来たサキュバスに誘惑された。ユニウスがそれを無視していると、彼女は山羊の姿に変わり、自分のものにならないなら殺すと言った。ユニウスは恐れをなし、神に助けを求める言葉を口にすると霊は退散したが、すぐさま、大勢の手下を引き連れて神を拒否するよう迫った。ユニウスは屈服し、神を捨てて悪魔を主とすることを誓った。ユニウスは邪悪な霊の名において洗礼を受けさせられ、後に陶片に変じたドゥカート金貨と「クリクス」という新しい名前、フィクセンという名のサキュバスが与えられた。これらの贈り物を受け取る時、彼はベルゼブブの一族であることが宣言された。サバトに行こうとすると、ユニウスの寝室に黒い犬が現れ、彼はその犬に乗ってサバトに向かった。

## 「罪状」
市長ヨハネス・ユニウスは、サキュバスから末の息子であるハンス・ゲオルクを殺害することを命じられ、そのための灰色の粉を与えられたが、彼は実行することができず、代わりに所有している馬を殺した。しかし、サキュバスは続けて二人の娘を殺すように彼に迫った。これを拒否したため、ユニウスは何度も殴打された。またサキュバスの指示で口から聖水を出し、彼女と性交もした。

## 手紙
ユニウスは火刑に処される前の7月24日に、娘のヴェロニカに宛てて手紙を書いた。手紙は一ターレルの賄賂を約束された看守が持ち出した。宛先が娘だったのは、彼の妻は既に魔女として処刑されていたからだった。手紙には自身の供述が激しい拷問に耐え切れずに述べてしまっただけの完全な嘘であること、自身の手が不具となり、手紙も満足に書けないこと、無実の自分は死ななければならず、娘との別れが惜しいことなどが記述されていた。全文が現存しているこの手紙は、魔女裁判を物語る現存している文書の中でも最も陰惨なものであると共に、人間の精神がどれほど高貴なものになり得るかという可能性を示すものともされている。ヘンリー・C・リーは「文書の至る所が支離滅裂となっていることが、この手紙が精神と肉体の極度の緊張の下で書かれたことを裏付けている」と述べた。